# Blipblop
Blipblop är en elektronisk popduo baserad i Landskrona och Stockholm. Bandet bildades 1984 och består av medlemmarna Roger Wennerlund (sång och synthesizer) och Pål Roos (synthesizer och sång). Blipblop har gett ut två 12" album på skivbolaget Dödsdans Rekords.

## Diskografi
- 2012 – "Blipblop" (LP)
- 2015 – "Noll Fyra Arton" (LP)